# Élections législatives de 2022 dans la Sarthe
Les élections législatives françaises de 2022 se déroulent les 12 et 19 juin 2022. Dans la Sarthe, cinq députés sont à élire dans le cadre de cinq circonscriptions.

## Contexte

### Résultats de l'élection présidentielle de 2022 par circonscription
| Circonscription | 1er tour | 1er tour | 1er tour | 1er tour | 1er tour  | 1er tour |         | 2d tour | 2d tour | 2d tour | 2d tour |
| Circonscription | Macron   | +/-      | Le Pen   | +/-      | Mélenchon | +/-      | Macron  | +/-     | Le Pen  | +/-     |         |
| --------------- | -------- | -------- | -------- | -------- | --------- | -------- | ------- | ------- | ------- | ------- | ------- |
| Circonscription |          |          |          |          |           |          |         |         |         |         |         |
| 1re             | 30,54 %  | 8,61     | 23,60 %  | 5,99     | 18,45 %   | 1,26     | 60,86 % | 7,38    | 39,14 % | 7,38    |         |
| 2e              | 27,41 %  | 6,29     | 26,57 %  | 5,5      | 21,66 %   | 1,41     | 57,04 % | 7,71    | 42,96 % | 7,71    |         |
| 3e              | 26,32 %  | 8,62     | 31,94 %  | 7,91     | 16,38 %   | 0,49     | 49,33 % | 8,24    | 50,67 % | 8,24    |         |
| 4e              | 27,80 %  | 8,89     | 28,02 %  | 8,47     | 18,12 %   | 0,01     | 55,05 % | 8,65    | 44,95 % | 8,65    |         |
| 5e              | 29,34 %  | 8,52     | 27,65 %  | 6,44     | 16,96 %   | 1,1      | 55,74 % | 7,53    | 44,26 % | 7,53    |         |

## Système électoral
Les élections législatives ont lieu au scrutin uninominal majoritaire à deux tours dans des circonscriptions uninominales.
Est élu au premier tour le candidat qui réunit la majorité absolue des suffrages exprimés et un nombre de voix au moins égal au quart (25 %) des électeurs inscrits dans la circonscription. Si aucun des candidats ne satisfait ces conditions, un second tour est organisé entre les candidats ayant réuni un nombre de voix au moins égal à un huitième des inscrits (12,5 %) ; les deux candidats arrivés en tête du premier tour se maintiennent néanmoins par défaut si un seul ou aucun d'entre eux n'a atteint ce seuil. Au second tour, le candidat arrivé en tête est déclaré élu.
Le seuil de qualification basé sur un pourcentage du total des inscrits et non des suffrages exprimés rend plus difficile l'accès au second tour lorsque l'abstention est élevée. Le système permet en revanche l'accès au second tour de plus de deux candidats si plusieurs d'entre eux franchissent le seuil de 12,5 % des inscrits. Les candidats en lice au second tour peuvent ainsi être trois, un cas de figure appelé « triangulaire ». Les second tours où s'affrontent quatre candidats, appelés « quadrangulaire » sont également possibles, mais beaucoup plus rares.

### Partis et nuances
Les résultats des élections sont publiées en France par le ministère de l'Intérieur, qui classe les partis en leur attribuant des nuances politiques. Ces dernières sont décidées par les préfets, qui les attribuent indifféremment de l'étiquette politique déclarée par les candidats, qui peut être celle d'un parti ou une candidature sans étiquette. 
En 2022, seuls les coalitions Ensemble (ENS) et Nouvelle Union populaire écologique et sociale (NUP), ainsi que le Parti radical de gauche (RDG),  l'Union des démocrates et indépendants (UDI), Les Républicains (LR), le Rassemblement national (RN) et Reconquête (REC) se voient attribués des nuances propres,,. 
Tous les autres partis se voient attribués l'une ou l'autre des nuances suivantes : DXG (divers extrême gauche), DVG (divers gauche), ECO (écologiste), REG (régionaliste), DVC (divers centre), DVD (divers droite), DSV (droite souverainiste) et DXD (divers extrême droite). Des partis comme Debout la France ou Lutte ouvrière ne disposent ainsi pas de nuances propres, et leurs résultats nationaux ne sont pas publiés séparément par le ministère, car mélangés avec d'autres partis (respectivement dans les nuances DSV et DXG),.

## Résultats

### Élus
| Circonscription                                 | Député sortant             | Parti | Parti   | Groupe     | Député élu ou réélu | Parti | Parti | Groupe |
| ----------------------------------------------- | -------------------------- | ----- | ------- | ---------- | ------------------- | ----- | ----- | ------ |
| 1re                                             | Damien Pichereau*          |       | LREM    | LREM       | Julie Delpech       |       | LREM  | RE     |
| 2e                                              | Marietta Karamanli         |       | PS      | SOC        | Marietta Karamanli  |       | PS    | SOC    |
| 3e                                              | Pascale Fontenel-Personne* |       | MoDem   | app. MoDem | Éric Martineau      |       | MoDem | DEM    |
| 4e                                              | Sylvie Tolmont             |       | PS      | SOC        | Élise Leboucher     |       | LFI   | LFI    |
| 5e                                              | Jean-Carles Grelier        |       | app. LR | app. LR    | Jean-Carles Grelier |       | LREM  | RE     |
| * député sortant ne se représentant pas en 2022 |                            |       |         |            |                     |       |       |        |

### Résultats à l'échelle du département

#### Résultats par coalition
| Parti et coalition                                           | Parti et coalition                                           | Parti et coalition                            | Premier tour | Premier tour | Premier tour | Second tour   | Second tour   | Second tour | Total Sièges  | +/-           |  |
| Parti et coalition                                           | Parti et coalition                                           | Parti et coalition                            | Voix         | %            | Sièges       | Voix          | %             | Sièges      | Total Sièges  | +/-           |  |
| ------------------------------------------------------------ | ------------------------------------------------------------ | --------------------------------------------- | ------------ | ------------ | ------------ | ------------- | ------------- | ----------- | ------------- | ------------- |  |
|                                                              |                                                              | La République en marche (LREM)                | 21 784       | 11,90        | 0            | 38 474        | 23,29         | 2           | 2             | en stagnation |  |
|                                                              | Mouvement démocrate (MoDem)                                  | 10 071                                        | 5,50         | 0            | 18 394       | 11,13         | 1             | 1           | 1             |               |  |
|                                                              | Refondation républicaine (RR)                                | 6 876                                         | 3,76         | 0            |              |               |               | 0           | Nv            |               |  |
|                                                              | Horizons (H)                                                 | 6 517                                         | 3,56         | 0            | 0            | Nv            |               |             |               |               |  |
| Total Ensemble (ENS)                                         | Total Ensemble (ENS)                                         | 45 248                                        | 24,71        | 0            | 56 868       | 34,42         | 3             | 3           | 1             |               |  |
|                                                              |                                                              | La France insoumise (LFI)                     | 31 742       | 17,34        | 0            | 29 104        | 17,62         | 1           | 1             | 1             |  |
|                                                              | Parti socialiste (PS)                                        | 12 668                                        | 6,92         | 0            | 20 399       | 12,35         | 1             | 1           | 1             |               |  |
| Total Nouvelle Union populaire écologique et sociale (NUPES) | Total Nouvelle Union populaire écologique et sociale (NUPES) | 44 410                                        | 24,26        | 0            | 49 503       | 29,96         | 2             | 2           | en stagnation |               |  |
|                                                              | Rassemblement national (RN)                                  | Rassemblement national (RN)                   | 40 598       | 22,17        | 0            | 58 852        | 35,62         | 0           | 0             | en stagnation |  |
|                                                              |                                                              | Les Républicains (LR)                         | 19 304       | 10,54        | 0            |               |               |             | 0             | 1             |  |
| Total Union de la droite et du centre (UDC)                  | Total Union de la droite et du centre (UDC)                  | 19 304                                        | 10,54        | 0            | 0            | 1             |               |             |               |               |  |
|                                                              | Dissidents NUPES                                             | Dissidents NUPES                              | 11 255       | 6,15         | 0            | 0             | Nv            |             |               |               |  |
|                                                              |                                                              | Reconquête (REC)                              | 4 985        | 2,72         | 0            | 0             | Nv            |             |               |               |  |
|                                                              | Via, la voie du peuple (VIA)                                 | 1 247                                         | 0,68         | 0            | 0            | Nv            |               |             |               |               |  |
| Total Reconquête et alliés (REC)                             | Total Reconquête et alliés (REC)                             | 6 232                                         | 3,40         | 0            | 0            | Nv            |               |             |               |               |  |
|                                                              | Parti socialiste (PS) - hors accord NUPES                    | Parti socialiste (PS) - hors accord NUPES     | 5 574        | 3,04         | 0            | 0             | en stagnation |             |               |               |  |
|                                                              |                                                              | Debout la France (DLF)                        | 2 052        | 1,12         | 0            | 0             | en stagnation |             |               |               |  |
|                                                              | Les Patriotes (LP)                                           | 1 215                                         | 0,66         | 0            | 0            | Nv            |               |             |               |               |  |
| Total Union pour la France (UPF)                             | Total Union pour la France (UPF)                             | 3 267                                         | 1,78         | 0            | 0            | en stagnation |               |             |               |               |  |
|                                                              | Lutte ouvrière (LO)                                          | Lutte ouvrière (LO)                           | 2 228        | 1,22         | 0            | 0             | en stagnation |             |               |               |  |
|                                                              | Parti animaliste (PA)                                        | Parti animaliste (PA)                         | 918          | 0,50         | 0            | 0             | en stagnation |             |               |               |  |
|                                                              | Écologie au centre (ÉAC)                                     | Écologie au centre (ÉAC)                      | 874          | 0,48         | 0            | 0             | en stagnation |             |               |               |  |
|                                                              |                                                              | Gauche républicaine et socialiste (GRS)       | 519          | 0,28         | 0            | 0             | Nv            |             |               |               |  |
| Total Fédération de la gauche républicaine (FGR)             | Total Fédération de la gauche républicaine (FGR)             | 519                                           | 0,28         | 0            | 0            | Nv            |               |             |               |               |  |
|                                                              | Dissidents Ensemble                                          | Dissidents Ensemble                           | 424          | 0,23         | 0            | 0             | Nv            |             |               |               |  |
|                                                              |                                                              | Union citoyenne pour la liberté (UCPL)        | 292          | 0,16         | 0            | 0             | Nv            |             |               |               |  |
| Total Convergence RIC (CRIC)                                 | Total Convergence RIC (CRIC)                                 | 292                                           | 0,16         | 0            | 0            | Nv            |               |             |               |               |  |
|                                                              | Parti ouvrier indépendant démocratique (POID)                | Parti ouvrier indépendant démocratique (POID) | 189          | 0,10         | 0            | 0             | Nv            |             |               |               |  |
|                                                              | Parti révolutionnaire « Communistes » (PRC)                  | Parti révolutionnaire « Communistes » (PRC)   | 88           | 0,05         | 0            | 0             | en stagnation |             |               |               |  |
|                                                              | Sans étiquette (SE)                                          | Sans étiquette (SE)                           | 1 676        | 0,92         | 0            | 0             | en stagnation |             |               |               |  |
|                                                              |                                                              |                                               |              |              |              |               |               |             |               |               |  |
| Suffrages exprimés                                           | Suffrages exprimés                                           | Suffrages exprimés                            | 183 096      | 97,04        |              | 165 223       | 88,82         |             |               |               |  |
| Votes blancs                                                 | Votes blancs                                                 | Votes blancs                                  | 4 426        | 2,35         | 16 782       | 9,02          |               |             |               |               |  |
| Votes nuls                                                   | Votes nuls                                                   | Votes nuls                                    | 1 163        | 0,62         | 4 021        | 2,16          |               |             |               |               |  |
| Total                                                        | Total                                                        | Total                                         | 188 685      | 100          | 0            | 186 026       | 100           | 5           | 5             | en stagnation |  |
| Abstentions                                                  | Abstentions                                                  | Abstentions                                   | 223 413      | 54,21        |              | 226 087       | 54,86         |             |               |               |  |
| Inscrits/Participation                                       | Inscrits/Participation                                       | Inscrits/Participation                        | 412 098      | 45,79        | 412 113      | 45,14         |               |             |               |               |  |

#### Résultats par nuance
| Nuance                 | Nuance                                         | Nuance                 | Premier tour | Premier tour | Premier tour | Second tour | Second tour   | Second tour | Total Sièges | +/-           |  |
| Nuance                 | Nuance                                         | Nuance                 | Voix         | %            | Sièges       | Voix        | %             | Sièges      | Total Sièges | +/-           |  |
| ---------------------- | ---------------------------------------------- | ---------------------- | ------------ | ------------ | ------------ | ----------- | ------------- | ----------- | ------------ | ------------- |  |
|                        | Ensemble !                                     | ENS                    | 45 248       | 24,71        | 0            | 56 868      | 34,42         | 3           | 3            | 1             |  |
|                        | Nouvelle Union populaire écologique et sociale | NUP                    | 44 410       | 24,26        | 0            | 49 503      | 29,96         | 2           | 2            | en stagnation |  |
|                        | Rassemblement national                         | RN                     | 40 598       | 22,17        | 0            | 58 852      | 35,62         | 0           | 0            | en stagnation |  |
|                        | Les Républicains                               | LR                     | 19 304       | 10,54        | 0            |             |               |             | 0            | 1             |  |
|                        | Divers gauche                                  | DVG                    | 17 640       | 9,63         | 0            | 0           | en stagnation |             |              |               |  |
|                        | Reconquête                                     | REC                    | 6 232        | 3,40         | 0            | 0           | Nv            |             |              |               |  |
|                        | Droite souverainiste                           | DSV                    | 3 267        | 1,78         | 0            | 0           | en stagnation |             |              |               |  |
|                        | Divers extrême gauche                          | DXG                    | 2 505        | 1,37         | 0            | 0           | en stagnation |             |              |               |  |
|                        | Ecologistes                                    | ECO                    | 1 792        | 0,98         | 0            | 0           | en stagnation |             |              |               |  |
|                        | Divers                                         | DIV                    | 1 676        | 0,92         | 0            | 0           | en stagnation |             |              |               |  |
|                        | Union des démocrates et indépendants           | UDI                    | 424          | 0,23         | 0            | 0           | en stagnation |             |              |               |  |
|                        |                                                |                        |              |              |              |             |               |             |              |               |  |
| Suffrages exprimés     | Suffrages exprimés                             | Suffrages exprimés     | 183 096      | 97,04        |              | 165 223     | 88,82         |             |              |               |  |
| Votes blancs           | Votes blancs                                   | Votes blancs           | 4 426        | 2,35         | 16 782       | 9,02        |               |             |              |               |  |
| Votes nuls             | Votes nuls                                     | Votes nuls             | 1 163        | 0,62         | 4 021        | 2,16        |               |             |              |               |  |
| Total                  | Total                                          | Total                  | 188 685      | 100          | 0            | 186 026     | 100           | 5           | 5            | en stagnation |  |
| Abstentions            | Abstentions                                    | Abstentions            | 223 413      | 54,21        |              | 226 087     | 54,86         |             |              |               |  |
| Inscrits/Participation | Inscrits/Participation                         | Inscrits/Participation | 412 098      | 45,79        | 412 113      | 45,14       |               |             |              |               |  |

### Cartes

Nuance politique des candidats arrivés en tête dans chaque commune au 1er tour.
Nuance politique des candidats arrivés en tête dans chaque commune au 2e tour.

### Résultats par circonscription

#### Première circonscription
Député sortant : Damien Pichereau (La République en marche)
| Candidat                 | Candidat                  | Parti et coalition       | Nuance                   | Premier tour | Premier tour | Second tour | Second tour |
| Candidat                 | Candidat                  | Parti et coalition       | Nuance                   | Voix         | %            | Voix        | %           |
| ------------------------ | ------------------------- | ------------------------ | ------------------------ | ------------ | ------------ | ----------- | ----------- |
|                          | Julie Delpech             | LREM (ENS)               | ENS                      | 8 517        | 24,75        | 17 300      | 54,90       |
|                          | Ghislaine Bonnet          | LFI (NUPES)              | NUP                      | 7 903        | 22,97        | 14 213      | 45,10       |
|                          | Edwige Picouleau          | RN                       | RN                       | 6 150        | 17,87        |             |             |
|                          | Fabienne Labrette-Ménager | LR (UDC)                 | LR                       | 6 000        | 17,44        |             |             |
|                          | Dylan Bénaud,             | PS diss.                 | DVG                      | 2 903        | 8,44         |             |             |
|                          | Brigitte Dujardin,        | VIA                      | REC                      | 1 247        | 3,62         |             |             |
|                          | Stéphane Fouéré           | GRS (FGR)                | DVG                      | 519          | 1,51         |             |             |
|                          | Yves Cortés               | H diss.                  | UDI                      | 424          | 1,23         |             |             |
|                          | Patricia Collet,          | LP (UPF)                 | DSV                      | 387          | 1,12         |             |             |
|                          | Sylvie Maillet            | LO                       | DXG                      | 356          | 1,03         |             |             |
|                          |                           |                          |                          |              |              |             |             |
| Votes valides            | Votes valides             | Votes valides            | Votes valides            | 34 406       | 97,26        | 31 513      | 90,45       |
| Votes blancs             | Votes blancs              | Votes blancs             | Votes blancs             | 827          | 2,34         | 2 656       | 7,62        |
| Votes nuls               | Votes nuls                | Votes nuls               | Votes nuls               | 142          | 0,40         | 673         | 1,93        |
| Total                    | Total                     | Total                    | Total                    | 35 375       | 100          | 34 842      | 100         |
| Abstention               | Abstention                | Abstention               | Abstention               | 38 124       | 51,87        | 38 661      | 52,60       |
| Inscrits / participation | Inscrits / participation  | Inscrits / participation | Inscrits / participation | 73 499       | 48,13        | 73 503      | 47,40       |

#### Deuxième circonscription
Député sortant : Marietta Karamanli (Parti socialiste)
| Candidat                 | Candidat                 | Parti et coalition       | Nuance                   | Premier tour | Premier tour | Second tour | Second tour |
| Candidat                 | Candidat                 | Parti et coalition       | Nuance                   | Voix         | %            | Voix        | %           |
| ------------------------ | ------------------------ | ------------------------ | ------------------------ | ------------ | ------------ | ----------- | ----------- |
|                          | Marietta Karamanli       | PS (NUPES)               | NUP                      | 12 668       | 36,53        | 20 399      | 63,06       |
|                          | Angéline Furet           | RN                       | RN                       | 7 261        | 20,94        | 11 952      | 36,94       |
|                          | Alexandra Monet          | H (ENS)                  | ENS                      | 6 517        | 18,79        |             |             |
|                          | François Le Forestier    | LR (UDC)                 | LR                       | 2 985        | 8,61         |             |             |
|                          | Muriel Cabaret,          | PS diss.                 | DVG                      | 2 323        | 6,70         |             |             |
|                          | Olivier Beslier          | REC                      | REC                      | 987          | 2,85         |             |             |
|                          | Marylin Zbirou           | EAC                      | ECO                      | 874          | 2,52         |             |             |
|                          | Éric Trochon             | DLF (UPF)                | DSV                      | 480          | 1,38         |             |             |
|                          | Thomas Hubert            | LO                       | DXG                      | 304          | 0,88         |             |             |
|                          | Serge Jover              | POID                     | DXG                      | 189          | 0,55         |             |             |
|                          | Vincent Picavez          | PRC                      | DXG                      | 88           | 0,25         |             |             |
|                          |                          |                          |                          |              |              |             |             |
| Votes valides            | Votes valides            | Votes valides            | Votes valides            | 34 676       | 97,18        | 32 351      | 89,96       |
| Votes blancs             | Votes blancs             | Votes blancs             | Votes blancs             | 868          | 2,43         | 3 039       | 8,45        |
| Votes nuls               | Votes nuls               | Votes nuls               | Votes nuls               | 138          | 0,39         | 572         | 1,59        |
| Total                    | Total                    | Total                    | Total                    | 35 682       | 100          | 35 962      | 100         |
| Abstention               | Abstention               | Abstention               | Abstention               | 47 585       | 57,15        | 47 316      | 56,82       |
| Inscrits / participation | Inscrits / participation | Inscrits / participation | Inscrits / participation | 83 267       | 42,85        | 83 278      | 43,18       |

#### Troisième circonscription
Député sortant : Pascale Fontenel-Personne (Mouvement démocrate)
| Candidat                 | Candidat                 | Parti et coalition       | Nuance                   | Premier tour | Premier tour | Second tour | Second tour |
| Candidat                 | Candidat                 | Parti et coalition       | Nuance                   | Voix         | %            | Voix        | %           |
| ------------------------ | ------------------------ | ------------------------ | ------------------------ | ------------ | ------------ | ----------- | ----------- |
|                          | Bruno Pinçon             | RN                       | RN                       | 10 570       | 27,34        | 17 692      | 49,03       |
|                          | Éric Martineau           | MoDem (ENS)              | ENS                      | 10 071       | 26,05        | 18 394      | 50,97       |
|                          | Dominique Leloup         | LFI (NUPES)              | NUP                      | 8 193        | 21,19        |             |             |
|                          | Béatrice Latouche        | LR (UDC)                 | LR                       | 4 439        | 11,48        |             |             |
|                          | Laurent Branchu,         | PS diss.                 | DVG                      | 2 362        | 6,11         |             |             |
|                          | Bernadette Coudrain      | REC                      | REC                      | 1 347        | 3,48         |             |             |
|                          | Jérôme Poisson,          | LP (UPF)                 | DSV                      | 828          | 2,14         |             |             |
|                          | Maryse Brutout           | LO                       | DXG                      | 669          | 1,73         |             |             |
|                          | Henri Noël               | SE                       | DIV                      | 181          | 0,47         |             |             |
|                          |                          |                          |                          |              |              |             |             |
| Votes valides            | Votes valides            | Votes valides            | Votes valides            | 38 660       | 96,98        | 36 086      | 90,63       |
| Votes blancs             | Votes blancs             | Votes blancs             | Votes blancs             | 838          | 2,10         | 2 692       | 6,76        |
| Votes nuls               | Votes nuls               | Votes nuls               | Votes nuls               | 365          | 0,92         | 1 041       | 2,61        |
| Total                    | Total                    | Total                    | Total                    | 39 863       | 100          | 39 819      | 100         |
| Abstention               | Abstention               | Abstention               | Abstention               | 46 699       | 53,95        | 46 736      | 54,00       |
| Inscrits / participation | Inscrits / participation | Inscrits / participation | Inscrits / participation | 86 562       | 46,05        | 86 555      | 46,00       |

#### Quatrième circonscription
Député sortant : Sylvie Tolmont (Parti socialiste), élue en 2017 comme suppléante de Stéphane Le Foll (parti socialiste).
| Candidat                 | Candidat                 | Parti et coalition       | Nuance                   | Premier tour | Premier tour | Second tour | Second tour |
| Candidat                 | Candidat                 | Parti et coalition       | Nuance                   | Voix         | %            | Voix        | %           |
| ------------------------ | ------------------------ | ------------------------ | ------------------------ | ------------ | ------------ | ----------- | ----------- |
|                          | Élise Leboucher          | LFI (NUPES)              | NUP                      | 7 878        | 21,87        | 14 891      | 50,15       |
|                          | Raymond de Malherbe      | RN                       | RN                       | 7 673        | 21,30        | 14 804      | 49,85       |
|                          | Joachim Le Floch-Imad    | RR (ENS)                 | ENS                      | 6 876        | 19,09        |             |             |
|                          | Sylvie Tolmont,          | PS                       | DVG                      | 5 574        | 15,47        |             |             |
|                          | Emmanuel Franco          | LR (UDC)                 | LR                       | 4 261        | 11,83        |             |             |
|                          | Didier Barbet            | SE                       | DIV                      | 1 232        | 3,42         |             |             |
|                          | Sébastien Buard          | REC                      | REC                      | 1 196        | 3,32         |             |             |
|                          | Stéphane Boulay,         | DLF (UPF)                | DSV                      | 489          | 1,36         |             |             |
|                          | David Dalibert           | PA                       | ECO                      | 430          | 1,19         |             |             |
|                          | Thierry Nouchy           | LO                       | DXG                      | 412          | 1,14         |             |             |
|                          |                          |                          |                          |              |              |             |             |
| Votes valides            | Votes valides            | Votes valides            | Votes valides            | 36 021       | 97,41        | 29 695      | 82,65       |
| Votes blancs             | Votes blancs             | Votes blancs             | Votes blancs             | 746          | 2,02         | 5 119       | 14,25       |
| Votes nuls               | Votes nuls               | Votes nuls               | Votes nuls               | 212          | 0,57         | 1 115       | 3,10        |
| Total                    | Total                    | Total                    | Total                    | 36 979       | 100          | 35 929      | 100         |
| Abstention               | Abstention               | Abstention               | Abstention               | 43 915       | 54,29        | 44 964      | 55,58       |
| Inscrits / participation | Inscrits / participation | Inscrits / participation | Inscrits / participation | 80 894       | 45,71        | 80 893      | 44,42       |

|                      |       |       |       |       |       |       |       |
| Allonnes             | 28,37 | 22,65 | 16,41 | 13,25 | 6,24  | 54,71 | 45,29 |
| Brûlon               | 12,52 | 27,44 | 14,91 | 17,69 | 12,33 | 35,94 | 64,06 |
| Loué                 | 15,03 | 25,46 | 17,79 | 17,33 | 15,49 | 40,26 | 59,74 |
| Malicorne-sur-Sarthe | 18,41 | 26,18 | 16,89 | 15,88 | 11,32 | 44,82 | 55,18 |
| Le Mans (portion)    | 32,29 | 10,83 | 21,75 | 19,31 | 6,42  | 68,08 | 31,92 |
| Sablé-sur-Sarthe     | 18,89 | 19,49 | 22,27 | 15,19 | 13,67 | 49,38 | 50,62 |
| La Suze-sur-Sarthe   | 22,17 | 22,67 | 18,37 | 12,98 | 14,00 | 48,90 | 51,10 |

#### Cinquième circonscription
Député sortant : Jean-Carles Grelier (apparenté Les Républicains). Il rejoint La République en marche pendant la campagne électorale,.
| Candidat                 | Candidat                 | Parti et coalition       | Nuance                   | Premier tour | Premier tour | Second tour | Second tour |
| Candidat                 | Candidat                 | Parti et coalition       | Nuance                   | Voix         | %            | Voix        | %           |
| ------------------------ | ------------------------ | ------------------------ | ------------------------ | ------------ | ------------ | ----------- | ----------- |
|                          | Jean-Carles Grelier,     | LREM (ENS)               | ENS                      | 13 267       | 33,73        | 21 174      | 59,51       |
|                          | Victoria de Vigneral     | RN                       | RN                       | 8 944        | 22,74        | 14 404      | 40,49       |
|                          | Rabbi Kokolo             | LFI (NUPES)              | NUP                      | 7 768        | 19,75        |             |             |
|                          | Frédéric Lunel,          | PS diss.                 | DVG                      | 3 667        | 9,32         |             |             |
|                          | Noa Lerosier             | LR (UDC)                 | LR                       | 1 619        | 4,12         |             |             |
|                          | Éric de Vilmarest        | REC                      | REC                      | 1 455        | 3,70         |             |             |
|                          | Cécile Bayle de Jessé    | DLF (UPF)                | DSV                      | 1 083        | 2,75         |             |             |
|                          | Solène Manuel            | PA                       | ECO                      | 488          | 1,24         |             |             |
|                          | Karine Fouquet,          | LO                       | DXG                      | 487          | 1,24         |             |             |
|                          | Laurent Robyn            | UCPL (CRIC)              | DVG                      | 292          | 0,74         |             |             |
|                          | Julien Gadrault          | SE                       | DIV                      | 263          | 0,67         |             |             |
|                          |                          |                          |                          |              |              |             |             |
| Votes valides            | Votes valides            | Votes valides            | Votes valides            | 39 333       | 96,44        | 35 578      | 90,13       |
| Votes blancs             | Votes blancs             | Votes blancs             | Votes blancs             | 1 147        | 2,81         | 3 276       | 8,30        |
| Votes nuls               | Votes nuls               | Votes nuls               | Votes nuls               | 306          | 0,75         | 620         | 1,57        |
| Total                    | Total                    | Total                    | Total                    | 40 786       | 100          | 39 474      | 100         |
| Abstention               | Abstention               | Abstention               | Abstention               | 47 090       | 53,59        | 48 410      | 55,08       |
| Inscrits / participation | Inscrits / participation | Inscrits / participation | Inscrits / participation | 87 876       | 46,41        | 87 884      | 44,92       |